# Ryan Carlyle
Ryan Carlyle (24 de novembro de 1989) é uma jogadora de rugby sevens estadunidense.

## Carreira
Ryan Carlyle integrou o elenco da Seleção Estadunidense Feminina de Rugbi de Sevens, na Rio 2016, que foi 5º colocada.